# 沙漏树蛙
沙漏树蛙（学名：Dendropsophus ebraccatus）是无尾目樹蟾科雨蛙亞科的一個物種。

## 分佈
本物種原生於中南美洲，分佈於伯利兹、哥伦比亚、哥斯达黎加、厄瓜多尔、危地马拉、洪都拉斯、墨西哥、尼加拉瓜及巴拿马。其名稱源於這個物種背部類似沙漏的圖案，

## 棲息地
其自然棲息地為亞熱帶或熱帶濕潤低地森林、亞熱帶或熱帶濕潤山地森林、淡水沼澤、間歇性淡水沼澤、牧場、種植園及嚴重退化的原森林和池塘。

## 外部連結
- 維基物種上的相關：沙漏树蛙